# Târgușor, Constanța
Târgușor este satul de reședință al comunei cu același nume din județul Constanța, Dobrogea, România. Se află în Podișul Casimcei. La o estimare efectuată în 2020, pe 19 decembrie are o populație de 1604 persoane.

## Etimologie
Denumirea localitații provine din limba tătară. În trecut a fost un sat tătăresc numit Pazarlî sau Pazarlîk însemnând Târgul sau Satul cu târg, în turcă Pazarlı și în trecut Pazarlia. Martin Gruneweg din Danzig, azi Gdansk, care între 1582 si 1586 a călătorit de șase ori în Imperiul Otoman cu caravanele negustorilor armeni din Liov menționează că în satul tătăresc Bazarlîkoy din întinsa câmpie a văzut întâia oară cum se ara cu o cămilă albă ca zăpada.